# Cynolebias gibbus
 Cynolebias gibbus és un peix de la família dels rivúlids i de l'ordre dels ciprinodontiformes. Els mascles poden assolir fins a 9,8 cm de longitud total i les femelles els 8,73.
Es troba a Sud-amèrica: Brasil.